# Hockey World League 2016-17 (vrouwen), ronde 1
Ronde 1 van de Hockey World League 2016-17 (vrouwen) werd gehouden in de periode april tot en met oktober 2016. De 32 deelnemende landen streden in zeven toernooien om vijftien plaatsen in ronde 2 van de Hockey World League.
Alle landen die zich hadden ingeschreven voor dit toernooi gingen van start in deze ronde, behalve de twintig hoogst gekwalificeerde landen op de wereldranglijst en Maleisië dat als organisator van een toernooi in de tweede ronde direct geplaatst was.

## Singapore
In Singapore werd van 9 tot en met 17 april gespeeld. De zeven landen speelden een keer tegen elkaar. De drie beste landen plaatsten zich voor de tweede ronde.
Alle tijden zijn in lokale tijd (UTC+8)
| Team       | GS | W | WS | VS | V | DV | DT | DS  | Ptn |
| ---------- | -- | - | -- | -- | - | -- | -- | --- | --- |
| Thailand   | 6  | 6 | 0  | 0  | 0 | 41 | 1  | +40 | 18  |
| Kazachstan | 6  | 4 | 0  | 1  | 1 | 29 | 4  | +25 | 13  |
| Singapore  | 6  | 4 | 0  | 0  | 2 | 27 | 6  | +21 | 12  |
| Hongkong   | 6  | 3 | 1  | 0  | 2 | 21 | 10 | +11 | 11  |
| Sri Lanka  | 6  | 2 | 0  | 0  | 4 | 21 | 21 | 0   | 6   |
| Brunei     | 6  | 0 | 1  | 0  | 5 | 0  | 30 | −30 | 2   |
| Cambodja   | 6  | 0 | 0  | 1  | 5 | 0  | 68 | −68 | 1   |

| 9 april 2016 17:00 |           |        |                                                                     |
| Hongkong           | 3–0       | Brunei | Scheidsrechters: Emily Carroll (AUS) Thanittha Chaungmanichot (THA) |
|                    | (verslag) |        | Scheidsrechters: Emily Carroll (AUS) Thanittha Chaungmanichot (THA) |

| 9 april 2016 19:30 |           |          |                                                                      |
| Thailand           | 14–0      | Cambodja | Scheidsrechters: Amina Dyussembekova (KAZ) Miskarmalia Ariffin (SIN) |
|                    | (verslag) |          | Scheidsrechters: Amina Dyussembekova (KAZ) Miskarmalia Ariffin (SIN) |

| 9 april 2016 20:00 |           |           |                                                        |
| Singapore          | 6–1       | Sri Lanka | Scheidsrechters: Nirmla Dagar (IND) Tang Shi Him (HKG) |
|                    | (verslag) |           | Scheidsrechters: Nirmla Dagar (IND) Tang Shi Him (HKG) |

| 10 april 2016 17:30 |           |        |                                                           |
| Thailand            | 7–0       | Brunei | Scheidsrechters: Tang Shi Him (HKG) Mayumi Fujihara (JPN) |
|                     | (verslag) |        | Scheidsrechters: Tang Shi Him (HKG) Mayumi Fujihara (JPN) |

| 10 april 2016 19:30 |           |          |                                                          |
| Kazachstan          | 14–0      | Cambodja | Scheidsrechters: Nirmla Dagar (IND) Dinesha Perera (SRI) |
|                     | (verslag) |          | Scheidsrechters: Nirmla Dagar (IND) Dinesha Perera (SRI) |

| 10 april 2016 20:00 |           |           |                                                                |
| Hongkong            | 4–1       | Sri Lanka | Scheidsrechters: Miskarmalia Ariffin (SIN) Ayu Zainuddin (MAS) |
|                     | (verslag) |           | Scheidsrechters: Miskarmalia Ariffin (SIN) Ayu Zainuddin (MAS) |

| 11 april 2016 17:30 |           |        |                                                                       |
| Kazachstan          | 8–0       | Brunei | Scheidsrechters: Thanittha Chaungmanichot (THA) Mayumi Fujihara (JPN) |
|                     | (verslag) |        | Scheidsrechters: Thanittha Chaungmanichot (THA) Mayumi Fujihara (JPN) |

| 11 april 2016 19:30 |           |           |                                                               |
| Thailand            | 9–0       | Sri Lanka | Scheidsrechters: Tang Shi Him (HKG) Miskarmalia Ariffin (SIN) |
|                     | (verslag) |           | Scheidsrechters: Tang Shi Him (HKG) Miskarmalia Ariffin (SIN) |

| 11 april 2016 20:00 |           |           |                                                          |
| Hongkong            | 0–1       | Singapore | Scheidsrechters: Emily Carroll (AUS) Ayu Zainuddin (MAS) |
|                     | (verslag) |           | Scheidsrechters: Emily Carroll (AUS) Ayu Zainuddin (MAS) |

| 13 april 2016 14:30 |                    |          |                                                                 |
| Brunei              | 0–0 3-2 shoot outs | Cambodja | Scheidsrechters: Dinesha Perera (SRI) Amina Dyussembekova (KAZ) |
|                     | (verslag)          |          | Scheidsrechters: Dinesha Perera (SRI) Amina Dyussembekova (KAZ) |

| 13 april 2016 15:00 |           |           |                                                                  |
| Kazachstan          | 2–0       | Sri Lanka | Scheidsrechters: Miskarmalia Ariffin (SIN) Mayumi Fujihara (JPN) |
|                     | (verslag) |           | Scheidsrechters: Miskarmalia Ariffin (SIN) Mayumi Fujihara (JPN) |

| 13 april 2016 20:00 |           |           |                                                          |
| Thailand            | 2–0       | Singapore | Scheidsrechters: Tang Shi Him ((HKG) Emily Carroll (AUS) |
|                     | (verslag) |           | Scheidsrechters: Tang Shi Him ((HKG) Emily Carroll (AUS) |

| 14 april 2016 14:30 |           |        |                                                                           |
| Sri Lanka           | 6–0       | Brunei | Scheidsrechters: Thanittha Chaungmanichot (THA) Amina Dyussembekova (KAZ) |
|                     | (verslag) |        | Scheidsrechters: Thanittha Chaungmanichot (THA) Amina Dyussembekova (KAZ) |

| 14 april 2016 15:00 |                    |          |                                                         |
| Kazachstan          | 1–1 2-3 shoot outs | Hongkong | Scheidsrechters: Nirmla Dagar (IND) Emily Carroll (AUS) |
|                     | (verslag)          |          | Scheidsrechters: Nirmla Dagar (IND) Emily Carroll (AUS) |

| 14 april 2016 17:30 |           |          |                                                           |
| Singapore           | 14–0      | Cambodja | Scheidsrechters: Ayu Zainuddin (MAS) Dinesha Perera (SRI) |
|                     | (verslag) |          | Scheidsrechters: Ayu Zainuddin (MAS) Dinesha Perera (SRI) |

| 15 april 2016 17:00 |           |          |                                                                           |
| Hongkong            | 13–0      | Cambodja | Scheidsrechters: Thanittha Chaungmanichot (THA) Amina Dyussembekova (KAZ) |
|                     | (verslag) |          | Scheidsrechters: Thanittha Chaungmanichot (THA) Amina Dyussembekova (KAZ) |

| 15 april 2016 17:30 |           |          |                                                               |
| Kazachstan          | 1–3       | Thailand | Scheidsrechters: Miskarmalia Ariffin (SIN) Tang Shi Him (HKG) |
|                     | (verslag) |          | Scheidsrechters: Miskarmalia Ariffin (SIN) Tang Shi Him (HKG) |

| 15 april 2016 19:30 |           |        |                                                          |
| Singapore           | 6–0       | Brunei | Scheidsrechters: Nirmla Dagar (IND) Dinesha Perera (SRI) |
|                     | (verslag) |        | Scheidsrechters: Nirmla Dagar (IND) Dinesha Perera (SRI) |

| 17 april 2016 09:30 |           |          |                                                                  |
| Sri Lanka           | 13–0      | Cambodja | Scheidsrechters: Mayumi Fujihara (JPN) Amina Dyussembekova (KAZ) |
|                     | (verslag) |          | Scheidsrechters: Mayumi Fujihara (JPN) Amina Dyussembekova (KAZ) |

| 17 april 2016 15:00 |           |          |                                                                |
| Thailand            | 7–0       | Hongkong | Scheidsrechters: Miskarmalia Ariffin (SIN) Ayu Zainuddin (MAS) |
|                     | (verslag) |          | Scheidsrechters: Miskarmalia Ariffin (SIN) Ayu Zainuddin (MAS) |

| 17 april 2016 17:30 |           |           |                                                         |
| Kazachstan          | 3–0       | Singapore | Scheidsrechters: Tang Shi Him (HKG) Emily Carroll (AUS) |
|                     | (verslag) |           | Scheidsrechters: Tang Shi Him (HKG) Emily Carroll (AUS) |

## Suva
- In Suva, Fiji, werd van 28 juni tot en met 2 juli gespeeld. De vier teams speelden twee keer tegen elkaar in het Hockey 5-formaat, waarbij een team soms twee keer op een dag moest spelen. De winnaar plaatste zich voor de tweede ronde[1]

Alle tijden zijn in lokale tijd (UTC+12).
| Team                | GS | W | WS | VS | V | DV | DT | DS  | Ptn |
| ------------------- | -- | - | -- | -- | - | -- | -- | --- | --- |
| Fiji                | 6  | 6 | 0  | 0  | 0 | 72 | 2  | +70 | 18  |
| Papoea-Nieuw-Guinea | 6  | 4 | 0  | 0  | 2 | 26 | 19 | +7  | 12  |
| Salomonseilanden    | 6  | 2 | 0  | 0  | 4 | 10 | 38 | −28 | 6   |
| Tonga               | 6  | 0 | 0  | 0  | 6 | 4  | 53 | −49 | 0   |

| 28 juni 2016 10:30 |           |                  |                                                       |
| Fiji               | 18–0      | Salomonseilanden | Scheidsrechters: Fetuao Nokise (SAM) Frank Vira (VAN) |
|                    | (verslag) |                  | Scheidsrechters: Fetuao Nokise (SAM) Frank Vira (VAN) |

| 28 juni 2016 11:15  |           |       |                                                        |
| Papoea-Nieuw-Guinea | 10–1      | Tonga | Scheidsrechters: Epeli Tukuca (FIJ) Tessa Harman (FIJ) |
|                     | (verslag) |       | Scheidsrechters: Epeli Tukuca (FIJ) Tessa Harman (FIJ) |

| 28 juni 2016 13:30 |           |                  |                                                          |
| Tonga              | 1–2       | Salomonseilanden | Scheidsrechters: Tessa Harman (FIJ) Ateca Fatufago (FIJ) |
|                    | (verslag) |                  | Scheidsrechters: Tessa Harman (FIJ) Ateca Fatufago (FIJ) |

| 28 juni 2016 14:15 |           |                     |                                                            |
| Fiji               | 9–1       | Papoea-Nieuw-Guinea | Scheidsrechters: Rhiannon Murrie (AUS) Fetuao Nokise (SAM) |
|                    | (verslag) |                     | Scheidsrechters: Rhiannon Murrie (AUS) Fetuao Nokise (SAM) |

| 29 juni 2016 10:00  |           |                  |                                                          |
| Papoea-Nieuw-Guinea | 2–1       | Salomonseilanden | Scheidsrechters: Ateca Fatufago (FIJ) Tessa Harman (FIJ) |
|                     | (verslag) |                  | Scheidsrechters: Ateca Fatufago (FIJ) Tessa Harman (FIJ) |

| 29 juni 2016 10:45 |           |       |                                                       |
| Fiji               | 19–0      | Tonga | Scheidsrechters: Fetuao Nokise (SAM) Jack Donga (SOL) |
|                    | (verslag) |       | Scheidsrechters: Fetuao Nokise (SAM) Jack Donga (SOL) |

| 29 juni 2016 13:00 |           |                  |                                                    |
| Fiji               | 9–1       | Salomonseilanden | Scheidsrechters: Frank Vira (VAN) Ben Wilson (NZL) |
|                    | (verslag) |                  | Scheidsrechters: Frank Vira (VAN) Ben Wilson (NZL) |

| 29 juni 2016 13:45  |           |       |                                                             |
| Papoea-Nieuw-Guinea | 7–0       | Tonga | Scheidsrechters: Ateca Fatufago (FIJ) Rhiannon Murrie (AUS) |
|                     | (verslag) |       | Scheidsrechters: Ateca Fatufago (FIJ) Rhiannon Murrie (AUS) |

| 30 juni 2016 11:30 |           |                  |                                                          |
| Tonga              | 2–3       | Salomonseilanden | Scheidsrechters: Ateca Fatufago (FIJ) Tessa Harman (FIJ) |
|                    | (verslag) |                  | Scheidsrechters: Ateca Fatufago (FIJ) Tessa Harman (FIJ) |

| 30 juni 2016 12:15 |           |                     |                                                         |
| Fiji               | 5–0       | Papoea-Nieuw-Guinea | Scheidsrechters: Rhiannon Murrie (AUS) Frank Vira (VAN) |
|                    | (verslag) |                     | Scheidsrechters: Rhiannon Murrie (AUS) Frank Vira (VAN) |

| 1 juli 2016 10:30 |           |       |                                                    |
| Fiji              | 12–0      | Tonga | Scheidsrechters: Frank Vira (VAN) Jack Donga (SOL) |
|                   | (verslag) |       | Scheidsrechters: Frank Vira (VAN) Jack Donga (SOL) |

| 1 juli 2016 11:15   |           |                  |                                                          |
| Papoea-Nieuw-Guinea | 6–3       | Salomonseilanden | Scheidsrechters: Ateca Fatufago (FIJ) Tessa Harman (FIJ) |
|                     | (verslag) |                  | Scheidsrechters: Ateca Fatufago (FIJ) Tessa Harman (FIJ) |

## Praag
In Praag, Tsjechië werd gespeeld van 30 augustus tot en met 4 september 2015. De vijf landen speelden een keer tegen elkaar. De drie beste landen gingen door naar de tweede ronde.
Alle tijden zijn in lokale tijd (UTC+2).
| Team     | GS | W | WS | VS | V | DV | DT | DS  | Ptn |
| -------- | -- | - | -- | -- | - | -- | -- | --- | --- |
| Tsjechië | 4  | 3 | 0  | 0  | 1 | 18 | 6  | +12 | 9   |
| Polen    | 4  | 3 | 0  | 0  | 1 | 9  | 4  | +5  | 9   |
| Oekraïne | 4  | 2 | 1  | 0  | 1 | 6  | 8  | −2  | 8   |
| Litouwen | 4  | 0 | 1  | 0  | 3 | 4  | 10 | −6  | 2   |
| Turkije  | 4  | 0 | 0  | 2  | 2 | 4  | 13 | −9  | 2   |

| 30 augustus 2016 16:45 |           |          |                                                                |
| Oekraïne               | 2–1       | Litouwen | Scheidsrechters: Violeta Eismayer (AUT) Štěpánka Šmídová (CZE) |
|                        | (verslag) |          | Scheidsrechters: Violeta Eismayer (AUT) Štěpánka Šmídová (CZE) |

| 30 augustus 2016 19:00 |           |         |                                                                 |
| Tsjechië               | 6–1       | Turkije | Scheidsrechters: Urszula Wybieralska (POL) Olena Klymenko (UKR) |
|                        | (verslag) |         | Scheidsrechters: Urszula Wybieralska (POL) Olena Klymenko (UKR) |

| 31 augustus 2016 16:45 |           |         |                                                                  |
| Polen                  | 4–0       | Turkije | Scheidsrechters: Vilma Bagdanskienė (LTU) Štěpánka Šmídová (CZE) |
|                        | (verslag) |         | Scheidsrechters: Vilma Bagdanskienė (LTU) Štěpánka Šmídová (CZE) |

| 31 augustus 2016 19:00 |           |          |                                                           |
| Tsjechië               | 5–1       | Litouwen | Scheidsrechters: Violeta Eismayer (AUT) Şeyma Sözer (TUR) |
|                        | (verslag) |          | Scheidsrechters: Violeta Eismayer (AUT) Şeyma Sözer (TUR) |

| 1 september 2016 16:45 |                    |         |                                                                 |
| Litouwen               | 1–1 3-2 shoot outs | Turkije | Scheidsrechters: Olena Klymenko (UKR) Urszula Wybieralska (POL) |
|                        | (verslag)          |         | Scheidsrechters: Olena Klymenko (UKR) Urszula Wybieralska (POL) |

| 1 september 2016 19:00 |           |       |                                                             |
| Oekraïne               | 1–0       | Polen | Scheidsrechters: Vilma Bagdanskienė (LTU) Şeyma Sözer (TUR) |
|                        | (verslag) |       | Scheidsrechters: Vilma Bagdanskienė (LTU) Şeyma Sözer (TUR) |

| 3 september 2016 10:00 |                    |          |                                                                   |
| Turkije                | 2–2 1-3 shoot outs | Oekraïne | Scheidsrechters: Štěpánka Šmídová (CZE) Urszula Wybieralska (POL) |
|                        | (verslag)          |          | Scheidsrechters: Štěpánka Šmídová (CZE) Urszula Wybieralska (POL) |

| 3 september 2016 12:15 |           |       |                                                                  |
| Tsjechië               | 2–3       | Polen | Scheidsrechters: Vilma Bagdanskienė (LTU) Violeta Eismayer (AUT) |
|                        | (verslag) |       | Scheidsrechters: Vilma Bagdanskienė (LTU) Violeta Eismayer (AUT) |

| 4 september 2016 10:00 |           |          |                                                         |
| Polen                  | 2–1       | Litouwen | Scheidsrechters: Olena Klymenko (UKR) Şeyma Sözer (TUR) |
|                        | (verslag) |          | Scheidsrechters: Olena Klymenko (UKR) Şeyma Sözer (TUR) |

| 4 september 2016 12:15 |           |          |                                                                   |
| Oekraïne               | 1–5       | Tsjechië | Scheidsrechters: Violeta Eismayer (AUT) Urszula Wybieralska (POL) |
|                        | (verslag) |          | Scheidsrechters: Violeta Eismayer (AUT) Urszula Wybieralska (POL) |

## Accra
In Accra, Ghana, werd gespeeld van 9 tot 11 september 2016. De drie landen speelden een keer tegen elkaar. De winnaar ging door naar de tweede ronde.
Alle tijden zijn in lokale tijd (UTC±0).
| Team    | GS | W | WS | VS | V | DV | DT | DS | Ptn |
| ------- | -- | - | -- | -- | - | -- | -- | -- | --- |
| Ghana   | 2  | 2 | 0  | 0  | 0 | 3  | 0  | +3 | 6   |
| Kenia   | 2  | 1 | 0  | 0  | 1 | 4  | 4  | 0  | 3   |
| Nigeria | 2  | 0 | 0  | 0  | 2 | 3  | 6  | −3 | 0   |

| 9 september 2016 15:15 |           |         |                                                       |
| Ghana                  | 2–0       | Nigeria | Scheidsrechters: Tanja Schafer (RSA) Caren Ouma (KEN) |
|                        | (verslag) |         | Scheidsrechters: Tanja Schafer (RSA) Caren Ouma (KEN) |

| 10 september 2016 15:15 |           |       |                                                         |
| Nigeria                 | 3–4       | Kenia | Scheidsrechters: Tanja Schafer (RSA) Hagar Laryea (GHA) |
|                         | (verslag) |       | Scheidsrechters: Tanja Schafer (RSA) Hagar Laryea (GHA) |

| 11 september 2016 11:30 |           |       |                                                        |
| Ghana                   | 1–0       | Kenia | Scheidsrechters: Tanja Schafer (RSA) Jummai Sule (NGA) |
|                         | (verslag) |       | Scheidsrechters: Tanja Schafer (RSA) Jummai Sule (NGA) |

## Douai
In Douai, Frankrijk, werd gespeeld van  13 tot en met 18 september 2016. De vijf landen speelden een keer tegen elkaar. De drie beste landen gingen door naar de tweede ronde
Alle tijden zijn in lokale tijd (UTC+2).
| Team        | GS | W | WS | VS | V | DV | DT | DS  | Ptn |
| ----------- | -- | - | -- | -- | - | -- | -- | --- | --- |
| Rusland     | 4  | 4 | 0  | 0  | 1 | 17 | 1  | +16 | 12  |
| Wales       | 4  | 3 | 0  | 0  | 1 | 8  | 2  | +6  | 9   |
| Frankrijk   | 4  | 2 | 0  | 0  | 2 | 7  | 9  | −2  | 6   |
| Oostenrijk  | 4  | 1 | 0  | 0  | 3 | 2  | 12 | −10 | 3   |
| Zwitserland | 4  | 0 | 0  | 0  | 4 | 2  | 12 | −10 | 9   |

| 13 september 2016 15:45 |           |             |                                                         |
| Rusland                 | 4–0       | Zwitserland | Scheidsrechters: Alwiene Sterk (NED) Xenia Ulrich (AUT) |
|                         | (verslag) |             | Scheidsrechters: Alwiene Sterk (NED) Xenia Ulrich (AUT) |

| 13 september 2016 18:00 |           |       |                                                                         |
| Oostenrijk              | 0–2       | Wales | Scheidsrechters: Svetlana Cherepanova (RUS) Celine Martin-Schmets (BEL) |
|                         | (verslag) |       | Scheidsrechters: Svetlana Cherepanova (RUS) Celine Martin-Schmets (BEL) |

| 14 september 2016 15:45 |           |       |                                                           |
| Rusland                 | 1–0       | Wales | Scheidsrechters: Ines El Hajem (FRA) Emma Shelbourn (ENG) |
|                         | (verslag) |       | Scheidsrechters: Ines El Hajem (FRA) Emma Shelbourn (ENG) |

| 14 september 2016 18:00 |           |             |                                                                 |
| Frankrijk               | 4–1       | Zwitserland | Scheidsrechters: Xenia Ulrich (AUT) Celine Martin-Schmets (BEL) |
|                         | (verslag) |             | Scheidsrechters: Xenia Ulrich (AUT) Celine Martin-Schmets (BEL) |

| 15 september 2016 18:00 |           |           |                                                                  |
| Oostenrijk              | 0–1       | Frankrijk | Scheidsrechters: Emma Shelbourn (ENG) Svetlana Cherepanova (RUS) |
|                         | (verslag) |           | Scheidsrechters: Emma Shelbourn (ENG) Svetlana Cherepanova (RUS) |

| 16 september 2016 18:00 |           |             |                                                          |
| Wales                   | 2–0       | Zwitserland | Scheidsrechters: Ines El Hajem (FRA) Alwiene Sterk (NED) |
|                         | (verslag) |             | Scheidsrechters: Ines El Hajem (FRA) Alwiene Sterk (NED) |

| 17 september 2016 14:45 |           |            |                                                                 |
| Zwitserland             | 1–2       | Oostenrijk | Scheidsrechters: Svetlana Cherepanova (RUS) Alwiene Sterk (NED) |
|                         | (verslag) |            | Scheidsrechters: Svetlana Cherepanova (RUS) Alwiene Sterk (NED) |

| 17 september 2016 17:00 |           |           |                                                          |
| Rusland                 | 4–1       | Frankrijk | Scheidsrechters: Emma Shelbourn (ENG) Xenia Ulrich (AUT) |
|                         | (verslag) |           | Scheidsrechters: Emma Shelbourn (ENG) Xenia Ulrich (AUT) |

| 18 september 2016 13:00 |           |         |                                                           |
| Oostenrijk              | 0–8       | Rusland | Scheidsrechters: Ines El Hajem (FRA) Emma Shelbourn (ENG) |
|                         | (verslag) |         | Scheidsrechters: Ines El Hajem (FRA) Emma Shelbourn (ENG) |

| 18 september 2016 15:15 |           |       |                                                                  |
| Frankrijk               | 1–4       | Wales | Scheidsrechters: Celine Martin-Schmets (BEL) Alwiene Sterk (NED) |
|                         | (verslag) |       | Scheidsrechters: Celine Martin-Schmets (BEL) Alwiene Sterk (NED) |

## Salamanca
In Salamanca, Mexico, werd van  27 september tot en met 2 oktober 2016 gespeeld. De drie landen speelden twee keer tegen elkaar. De winnaar ging door naar de tweede ronde.
Alle tijden zijn in lokale tijd (UTC−6).
| Team               | GS | W | WS | VS | V | DV | DT | DS  | Ptn |
| ------------------ | -- | - | -- | -- | - | -- | -- | --- | --- |
| Mexico             | 4  | 4 | 0  | 0  | 0 | 46 | 1  | +45 | 12  |
| Trinidad en Tobago | 4  | 2 | 0  | 0  | 2 | 28 | 7  | +21 | 6   |
| Guatemala          | 4  | 0 | 0  | 0  | 4 | 0  | 66 | −66 | 0   |

| 27 september 2016 14:00 |           |           |                                                       |
| Mexico                  | 18–0      | Guatemala | Scheidsrechters: Maggie Giddens (USA) Tracy Lee (TRI) |
|                         | (verslag) |           | Scheidsrechters: Maggie Giddens (USA) Tracy Lee (TRI) |

| 28 september 2016 14:30 |           |                    |                                                              |
| Guatemala               | 0–13      | Trinidad en Tobago | Scheidsrechters: Maggie Giddens (USA) Nancy Altamirano (MEX) |
|                         | (verslag) |                    | Scheidsrechters: Maggie Giddens (USA) Nancy Altamirano (MEX) |

| 29 september 2016 16:45 |           |        |                                                         |
| Trinidad en Tobago      | 0–3       | Mexico | Scheidsrechters: Nancy Altamirano (MEX) Tracy Lee (TRI) |
|                         | (verslag) |        | Scheidsrechters: Nancy Altamirano (MEX) Tracy Lee (TRI) |

| 30 september 2016 16:45 |           |           |                                                       |
| Mexico                  | 21–0      | Guatemala | Scheidsrechters: Maggie Giddens (USA) Tracy Lee (TRI) |
|                         | (verslag) |           | Scheidsrechters: Maggie Giddens (USA) Tracy Lee (TRI) |

| 1 oktober 2016 14:30 |           |                    |                                                              |
| Guatemala            | 0–14      | Trinidad en Tobago | Scheidsrechters: Maggie Giddens (USA) Nancy Altamirano (MEX) |
|                      | (verslag) |                    | Scheidsrechters: Maggie Giddens (USA) Nancy Altamirano (MEX) |

| 2 oktober 2016 14:30 |           |        |                                                         |
| Trinidad en Tobago   | 1–4       | Mexico | Scheidsrechters: Nancy Altamirano (MEX) Tracy Lee (TRI) |
|                      | (verslag) |        | Scheidsrechters: Nancy Altamirano (MEX) Tracy Lee (TRI) |

## Chiclayo
In Chiclayo, Peru, werd van 30 september tot en met 8 oktober 2016 gespeeld. De vijf deelnemende landen speelden een keer tegen elkaar. De nummers een en twee plaatsten zich voor de tweede ronde.
Alle tijden zijn in lokale tijd (UTC−6).
| Team     | GS | W | WS | VS | V | DV | DT | DS  | Ptn |
| -------- | -- | - | -- | -- | - | -- | -- | --- | --- |
| Uruguay  | 4  | 4 | 0  | 0  | 1 | 19 | 0  | +19 | 12  |
| Chili    | 4  | 3 | 0  | 0  | 1 | 24 | 1  | +23 | 9   |
| Brazilië | 4  | 1 | 1  | 0  | 2 | 2  | 10 | −8  | 5   |
| Paraguay | 4  | 1 | 0  | 1  | 2 | 1  | 16 | −15 | 4   |
| Peru     | 4  | 0 | 0  | 0  | 4 | 0  | 19 | −19 | 0   |

| 30 september 2016 11:15 |                    |          |                                                                |
| Brazilië                | 0–0 6-5 shoot outs | Paraguay | Scheidsrechters: Denise Pelletier (CAN) Monica Velezmoro (PER) |
|                         | (verslag)          |          | Scheidsrechters: Denise Pelletier (CAN) Monica Velezmoro (PER) |

| 30 september 2016 15:00 |           |      |                                                             |
| Uruguay                 | 8–0       | Peru | Scheidsrechters: Veronica Villafañe (ARG) María Pazos (PAR) |
|                         | (verslag) |      | Scheidsrechters: Veronica Villafañe (ARG) María Pazos (PAR) |

| 2 oktober 2016 11:15 |           |          |                                                                |
| Uruguay              | 8–0       | Paraguay | Scheidsrechters: Veronica Villafañe (ARG) Catalina Ortíz (CHI) |
|                      | (verslag) |          | Scheidsrechters: Veronica Villafañe (ARG) Catalina Ortíz (CHI) |

| 2 oktober 2016 15:00 |           |      |                                                            |
| Chili                | 8–0       | Peru | Scheidsrechters: Mary Driscoll (USA) Natalia Lodeiro (URU) |
|                      | (verslag) |      | Scheidsrechters: Mary Driscoll (USA) Natalia Lodeiro (URU) |

| 4 oktober 2016 11:15 |           |       |                                                          |
| Brazilië             | 0–8       | Chili | Scheidsrechters: María Pazos (PAR) Natalia Lodeiro (URU) |
|                      | (verslag) |       | Scheidsrechters: María Pazos (PAR) Natalia Lodeiro (URU) |

| 4 oktober 2016 15:00 |           |      |                                                             |
| Paraguay             | 1–0       | Peru | Scheidsrechters: Mary Driscoll (USA) Denise Pelletier (CAN) |
|                      | (verslag) |      | Scheidsrechters: Mary Driscoll (USA) Denise Pelletier (CAN) |

| 6 oktober 2016 11:15 |           |          |                                                             |
| Chili                | 8–0       | Paraguay | Scheidsrechters: Mary Driscoll (USA) Monica Velezmoro (PER) |
|                      | (verslag) |          | Scheidsrechters: Mary Driscoll (USA) Monica Velezmoro (PER) |

| 6 oktober 2016 15:00 |           |         |                                                         |
| Brazilië             | 0–2       | Uruguay | Scheidsrechters: María Pazos (PAR) Catalina Ortíz (CHI) |
|                      | (verslag) |         | Scheidsrechters: María Pazos (PAR) Catalina Ortíz (CHI) |

| 8 oktober 2016 11:15 |           |       |                                                                  |
| Uruguay              | 1–0       | Chili | Scheidsrechters: Veronica Villafañe (ARG) Denise Pelletier (CAN) |
|                      | (verslag) |       | Scheidsrechters: Veronica Villafañe (ARG) Denise Pelletier (CAN) |

| 8 oktober 2016 15:00 |           |          |                                                             |
| Peru                 | 0–2       | Brazilië | Scheidsrechters: Catalina Ortíz (CHI) Natalia Lodeiro (URU) |
|                      | (verslag) |          | Scheidsrechters: Catalina Ortíz (CHI) Natalia Lodeiro (URU) |